# Evangelische Kirche (Kirchlengern)

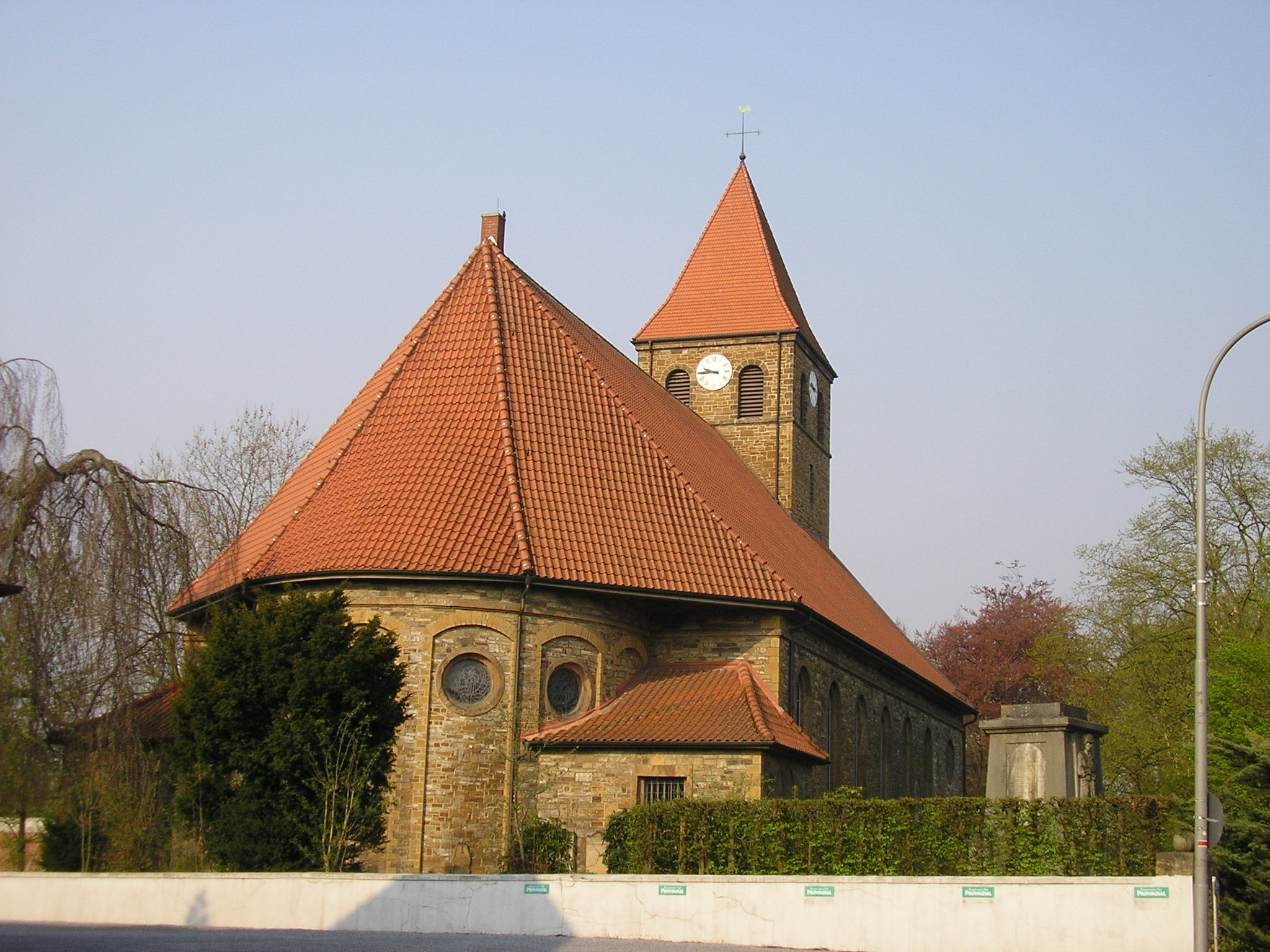
Die Evangelische Kirche zu Kirchlengern

Die Evangelische Kirche zu Kirchlengern gehört zur evangelisch-lutherischen Gemeinde von Kirchlengern (Kreis Herford) und ersetzt einen mittelalterlichen Vorgängerbau, der 1920 bis auf den Turm niedergelegt worden ist.

## Geschichte
Ein Abriss der mittelalterlichen Kirche Kirchlengerns war erstmals 1899 in der Diskussion. Wegen des Wachstums der Gemeinde war entweder eine Erweiterung des alten Gotteshauses oder ein vollkommener Neubau einer Kirche notwendig geworden. Nach langen, zähen Verhandlungen hatte man sich schließlich 1913 für einen Abriss entschieden. Der Ausbruch des Ersten Weltkrieges verzögerte jedoch die Vorhaben. So erfolgte der Abriss der alten Kirche, deren Schlussstein die Jahreszahl 1525 trug, erst 1920. Nach zwei Jahren Bauzeit konnte der Neubau in einem großen Festgottesdienst am 21. März 1922 geweiht werden. Drei neue Glocken waren bereits am 9. Januar 1921 geweiht und von der Gemeinde mit einem Festzug vom Bahnhof abgeholt worden. Rund um den Kirchneubau wurden zudem alte Epitaphen und Grabsteine des Vorgängerbaus eingelassen.
Die neue Kirche ist ein schlichter Saalbau mit halbkreisförmiger Apsis, in die fünf runde Chorfenster eingelassen sind, die die Evangelisten sowie zentral Jesus Christus zeigen. In den Neubau wurden die Untergeschosse des mittelalterlichen Kirchturms einbezogen, der zudem erhöht wurde. Die alte Turmkonstruktion erwies sich bei den Bauarbeiten als ausgesprochen robust, als die Arbeiter in die Westseite des Turms ein neues Portal stemmten.

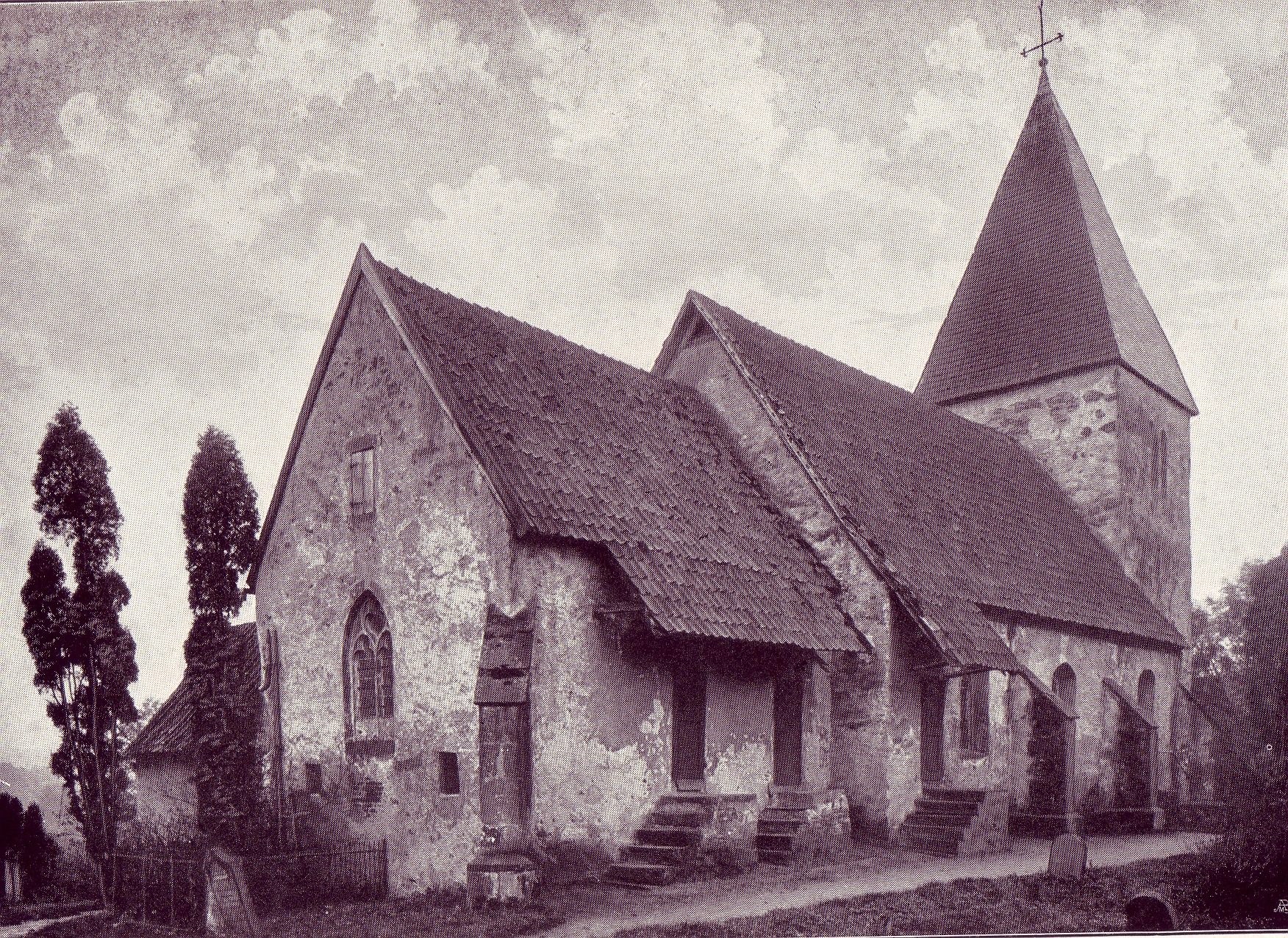
Alte Kirche zu Kirchlengern, 1900
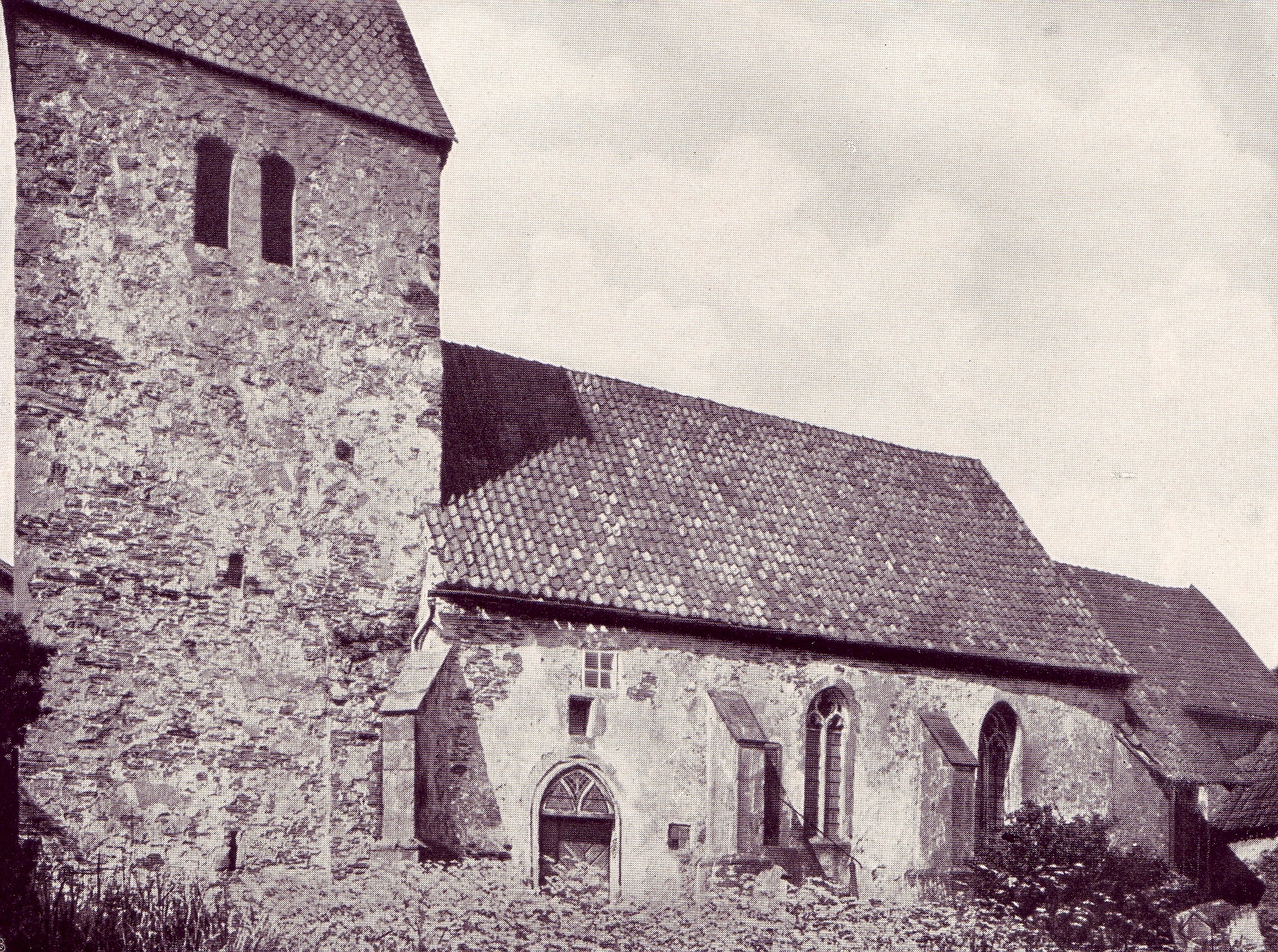
Alte Kirche zu Kirchlengern, 1900
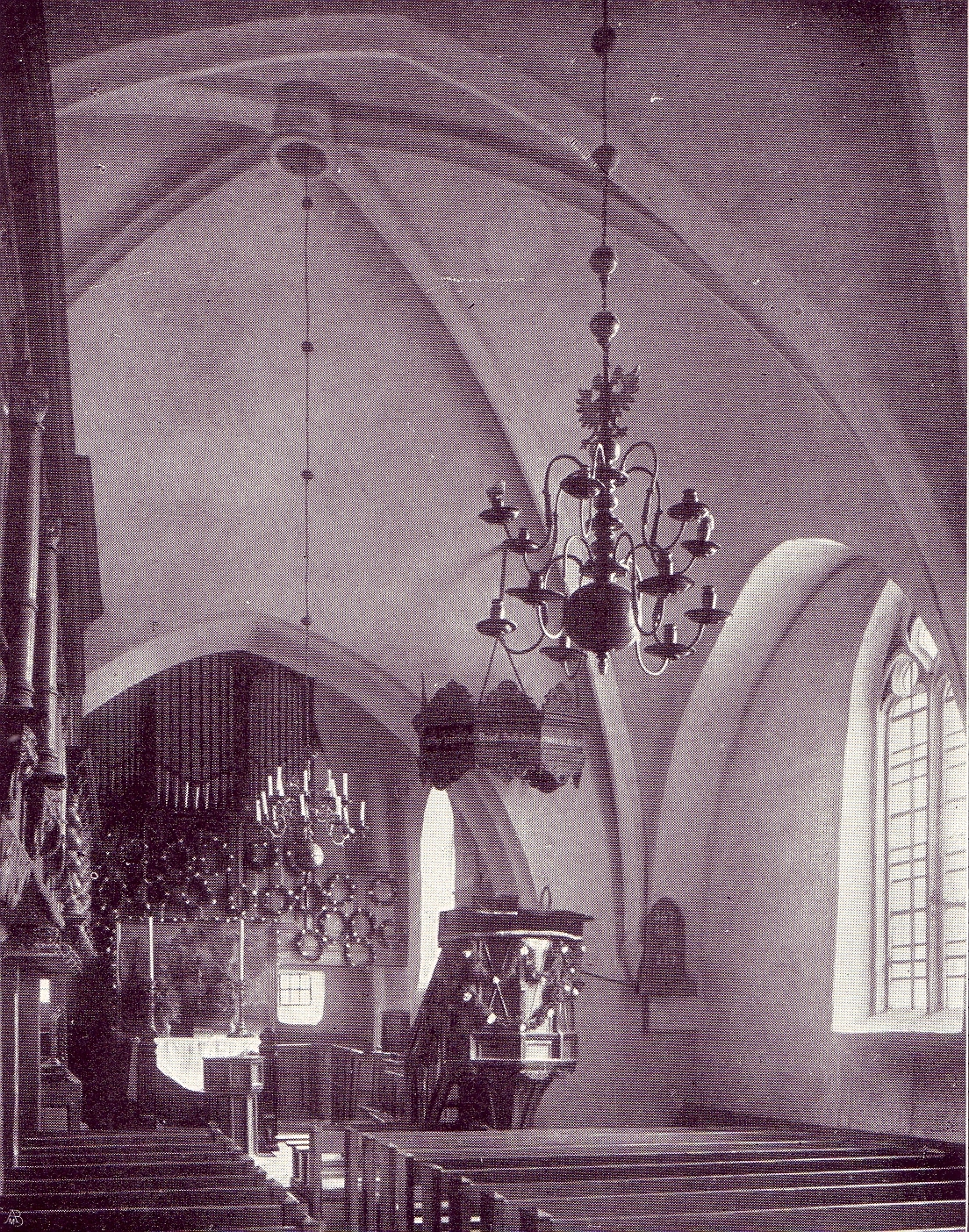
Alte Kirche zu Kirchlengern, Blick ins Langhaus, 1900
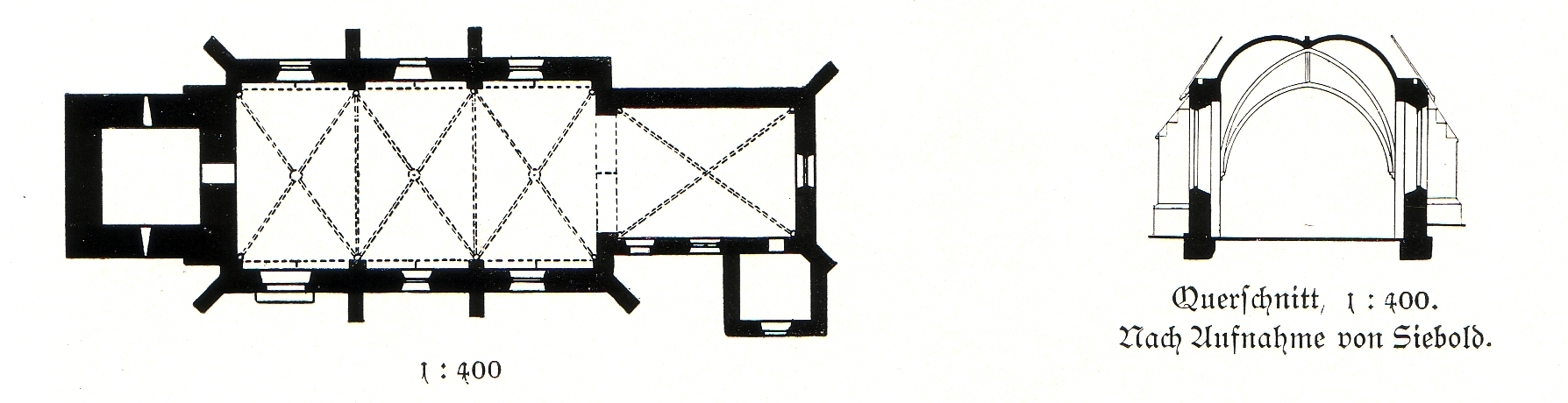
Alte Kirche zu Kirchlengern, Grundriss 1908
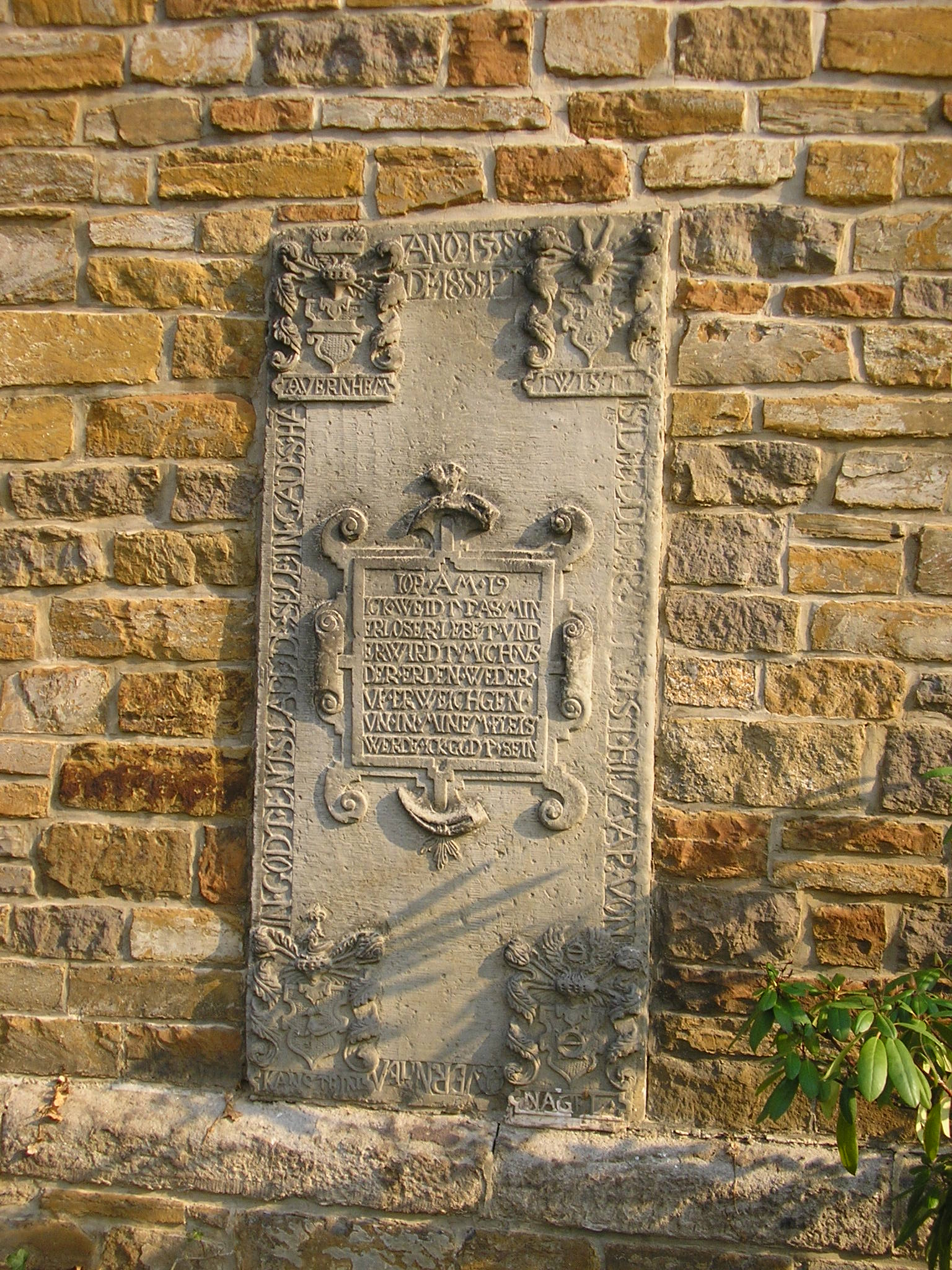
Epitaph an der Südseite der neuen Kirche